# Gary Ackerman
Gary Ackerman Leonard (nascido em 19 de novembro de 1942) é um político dos Estados Unidos, que representou o 5º distrito de Nova York no Congresso, sendo representante desde uma eleição especial em 1983. Ele é membro do Democrata.  O distrito abrange a costa norte de Long Island, incluindo Oeste e Nordeste do Queens e do norte do condado de Nassau, juntamente com Corona, Flushing, Jamaica Estates, Bayside, Whitestone, Douglaston e Little Neck , Floral Park, bem como Great Neck, Port Washington, Searingtown, Albertson, e Manhasset.

## Início de vida, educação e carreira
Nascido no Brooklyn, filho de Eva e Max Ackerman, foi criado em Flushing, Queens. Ele freqüentou escolas públicas locais, Brooklyn Technical High School e graduou-se na Queens College em 1965. Após a faculdade, tornou-se um professor da Escola onde lecionou estudos sociais, matemática, e de jornalismo para jovens estudantes do ensino médio no Queens.